# István Bethlen

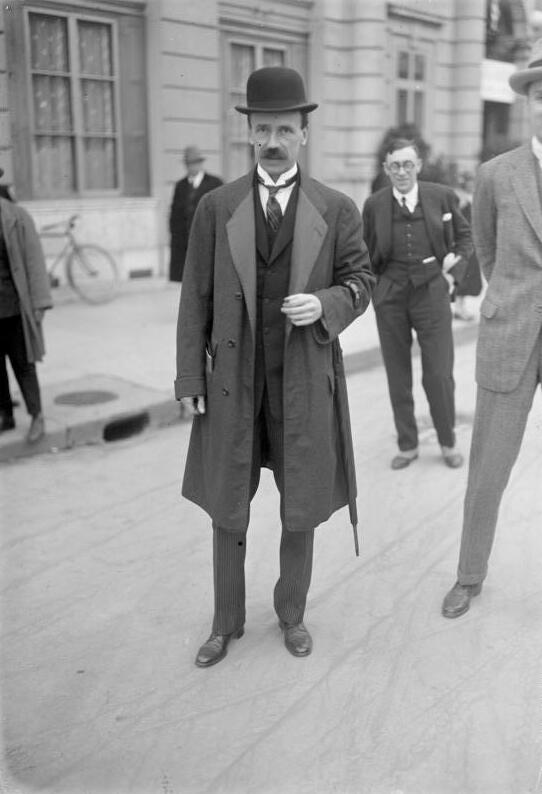
István Bethlen år 1930.

István Bethlen, född 8 oktober 1874 i , (ungerska Gernyeszeg), numera Gornești, Rumänien, död 5 oktober 1946 i Moskva, Sovjetunionen, var en ungersk greve och statsman.

## Biografi
Efter en mångsidig utbildning och vidsträckta resor i Europa och USA invaldes Bethlen 1901 i ungerska representantkammaren, där han först tillhörde det liberala regeringspartiet, och därefter från 1904 "oavhängighetspartiet" under Gyula Andrássy d.y.. Efter sammanbrottet 1918 organiserade han den mot Béla Kun riktade antirevolutionära rörelse, som hade sitt huvudkvarter i Szeged, och bevakade med stor framgång dess intressen i Wien. Det var huvudsakligen Bethlens förtjänst att den kommunistiska revolten i Ungern kunde krossas redan i augusti 1919. 
I april 1921 blev han ministerpresident och inledde då det omfattande saneringsarbetet, som räddade Ungern som stat. Han nedslog exkung Karls andra försök att återta Ungerns krona och genomdrev en lag, som för alltid utestängde huset Habsburg från Ungerns kungatron. Efter den för Bethlen lyckade utgången av parlamentsvalen 1922 lyckades han med hjälp av de kristligt-nationella partierna bilda en regeringskoalition, som vid följande val 1926 erhöll stor majoritet i den på två kammare organiserade representationen. År 1927 slöt han traktater med Italien för att hindra Ungerns politiska isolering genom den så kallade "lilla ententen". Bethlen var från sitt första framträdande 1918 och fram till 1930 Ungerns ledande politiker. Från 1929 blev dock den ungerska demokratin alltmer försvagad och styret fick en alltmer diktatorisk form. Han ersattes snart av mer högerradikala politiker.